# Association Sportive du Port Autonome de Cotonou Football Club
O ASPAC FC é um clube de futebol do Benim. Compete e disputa o Campeonato nacional do país.